# シュトゥンプフ (小惑星)
シュトゥンプフ (3105 Stumpff) は小惑星帯に位置する小惑星。ドイツの天文学者アウグスト・コプフがハイデルベルクで発見した。
ベルリン大学、グラーツ大学、ゲッティンゲン大学で天文学の教授を務めたカール・シュトゥンプフ（Karl Stumpff、1895年5月17日 - 1970年11月10日）から命名された。